# كاديز (الفلبين)
كاديز (بالإنجليزية: City of Cadiz) هي مدينة في الفلبين، تتبع نيغروس أوتشيدنتال، بلغ عدد سكانها 154,723  نسمة في 2015، تبلغ مساحتها 524.57 كيلومتر مربع، رمزها البريدي هو 6121.

## معرض صور

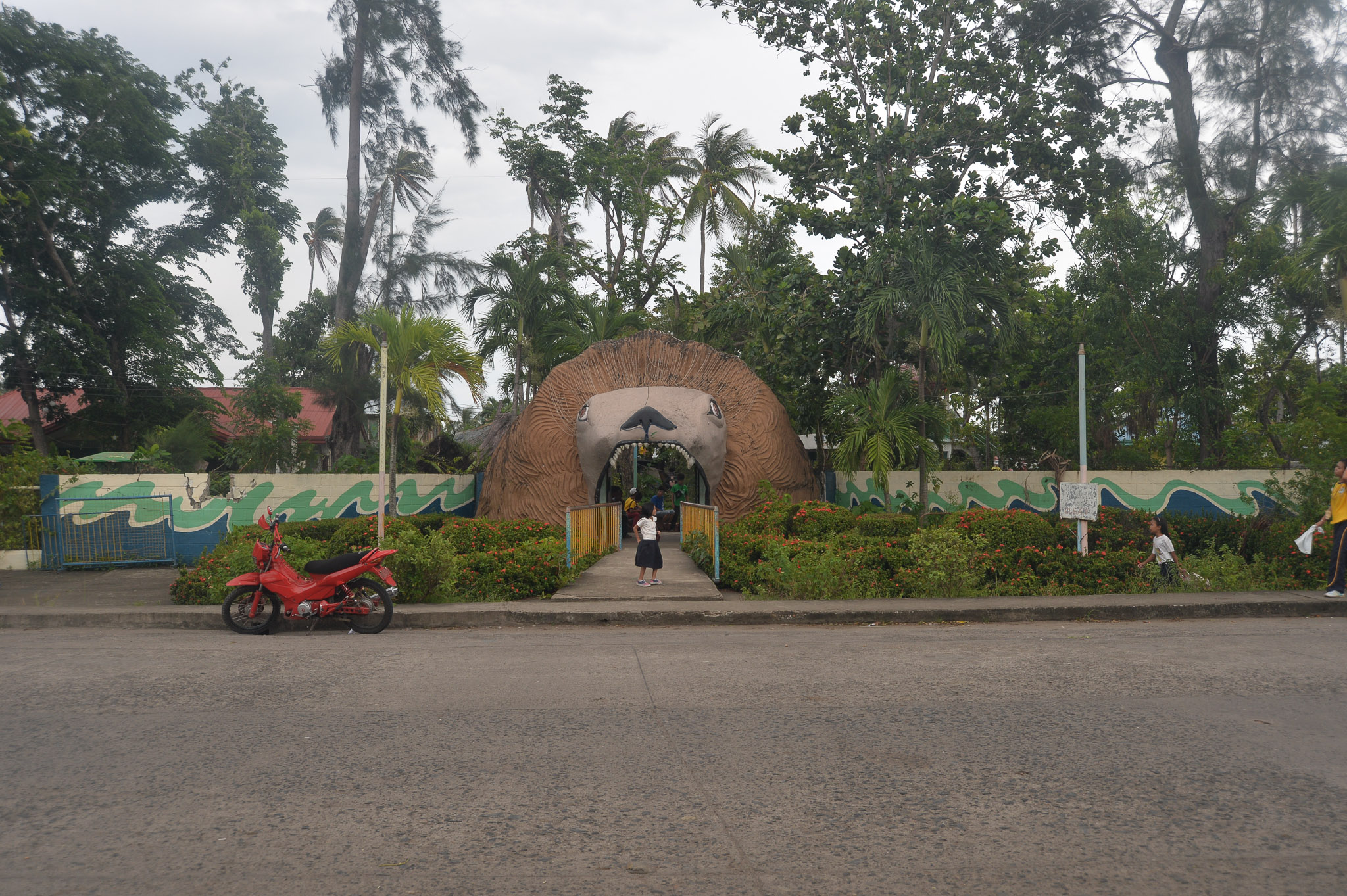
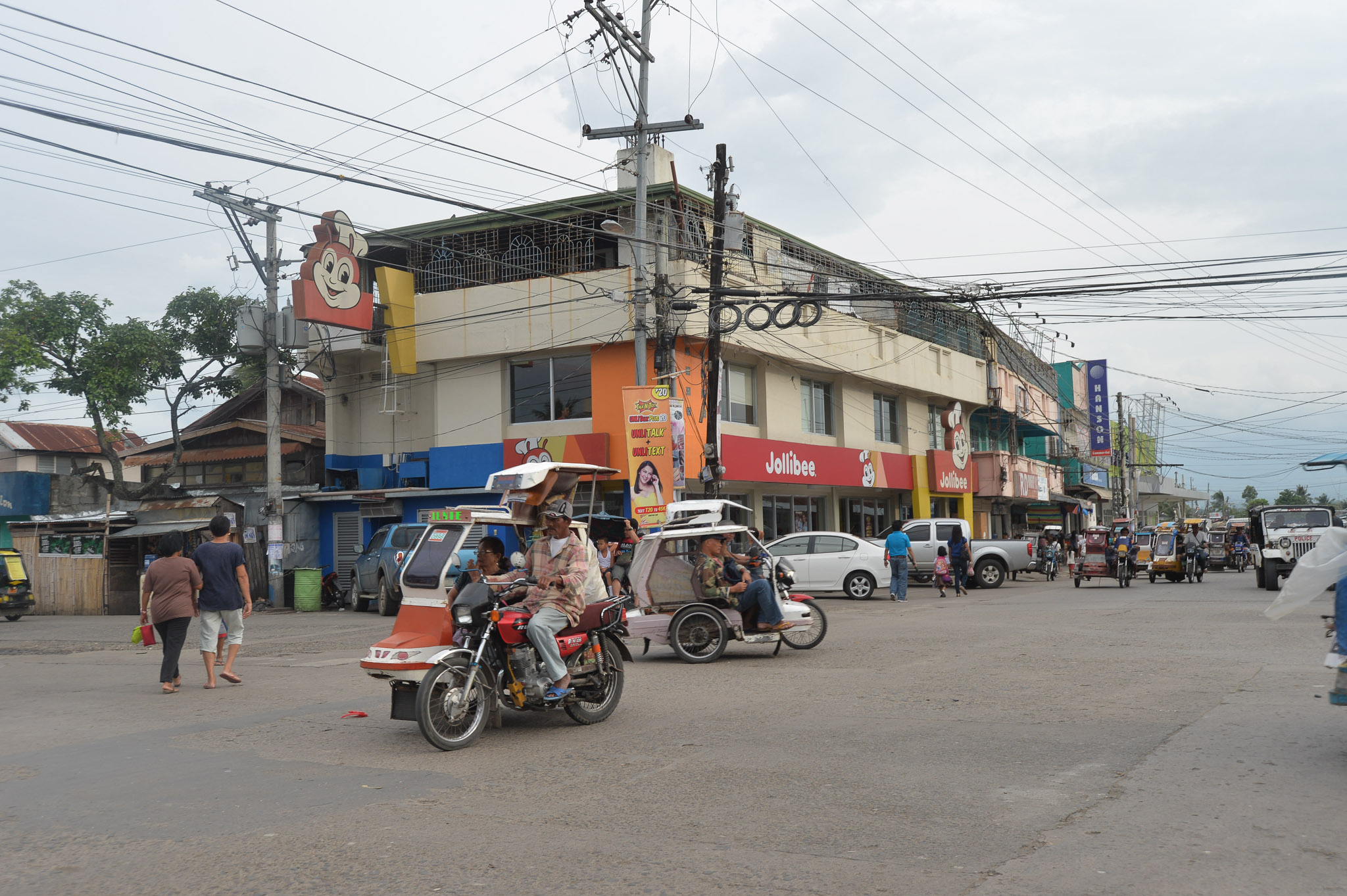
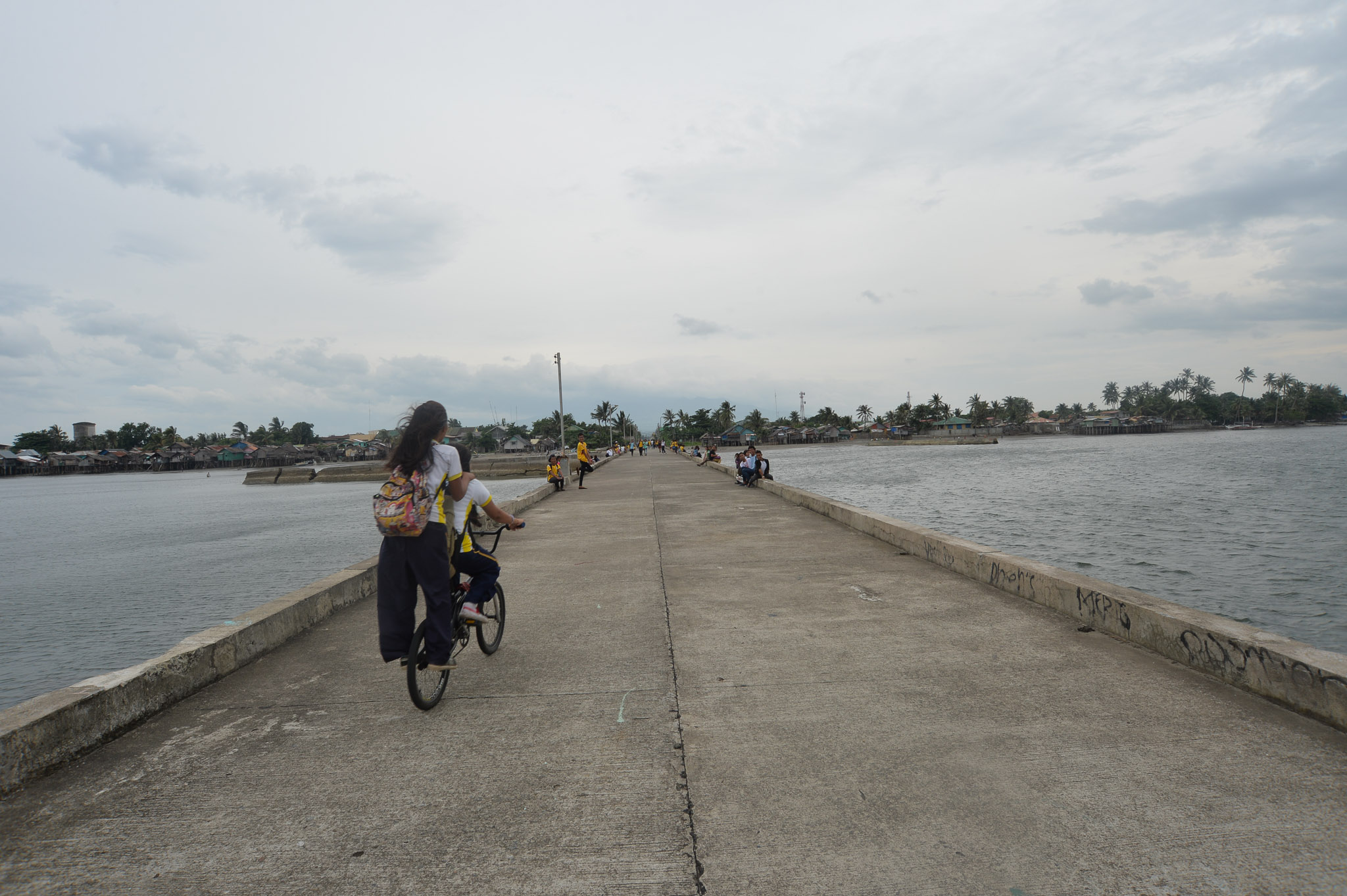
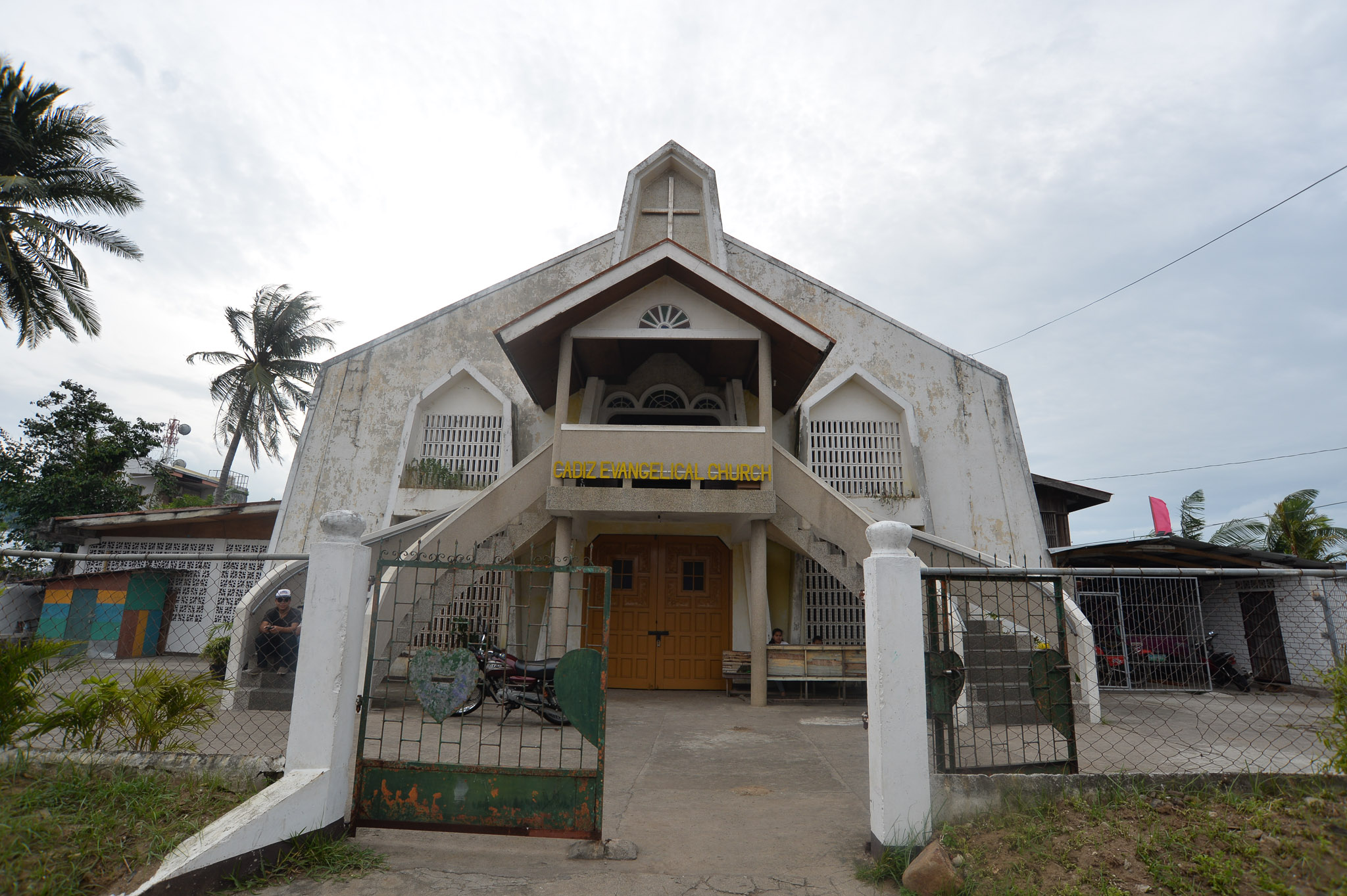

## الموقع
تشترك في الحدود مع:
- سيالي.